# José Hierro
José Hierro del Real (Madrid, 3 aprile 1922 – Madrid, 21 dicembre 2002) è stato un poeta spagnolo.

## Biografia
Trascorse la sua adolescenza nella città di Santander, Cantabria, nord della Spagna.
Fu imprigionato in gioventù per motivazioni politiche. Da adulto ritorno a Santander e il suo mare fu una forte ispirazione per le sue poesie. Il mare come traslato dell'eterno, il mare che ridona all'uomo la joie de vivre giacché accoglie le sue sofferenze e le acquieta. Nel 1998 pubblica "quaderno di New York" (Cuaderno de Nueva York), che gli valse il premio europeo per la letteratura Aristeion. Opere principali sono: Proel (1944); Tierra sin nosotros (1947); Con las piedras, con el viento (1950), Libro de las alucinaciones (1964).